# Praomys obscurus
Praomys obscurus  (Hutterer, Dieterlen & G.Nikolaus, 1992) è un roditore della famiglia dei Muridi endemico della Nigeria.

## Descrizione

### Dimensioni
Roditore di piccole dimensioni, con la lunghezza della testa e del corpo tra 108 e 137 mm, la lunghezza della coda tra 149 e 174 mm, la lunghezza del piede tra 26 e 28 mm, la lunghezza delle orecchie tra 19 e 21 mm e un peso fino a 60 g.

### Aspetto
La pelliccia è lunga e soffice. Le parti superiori sono marroni scure, più chiare lungo i fianchi, mentre le parti ventrali sono color crema con la base dei peli grigia. Il dorso delle zampe è ricoperto di piccoli peli color crema e con una striscia scura che si estende fino alla base delle dita. Le orecchie sono marroni scure e ricoperte di piccoli peli. Le vibrisse sono numerose e lunghe fino a 42 mm, con la punta bianca. La coda è più lunga della testa e del corpo, uniformemente marrone scura e ricoperta di piccoli peli.

## Biologia

### Comportamento
È una specie notturna e parzialmente arboricola.

## Distribuzione e habitat
Questa specie è endemica delle montagne Gotel nel sud-est della Nigeria.
Vive nelle foreste montane tra 1.600 e 2.400 metri di altitudine.

## Conservazione
La IUCN Red List, considerato l'areale limitato e la perdita del proprio habitat, classifica P.obscurus come specie in pericolo (EN).